# 1132 Hollandia
Az 1132 Hollandia (ideiglenes jelöléssel 1929 RB1) a Naprendszer kisbolygóövében található aszteroida. Hendrik van Gent fedezte fel 1929. szeptember 13-án, Johannesburgban.